# سيندي غينتري
سيندي غينتري (بالإنجليزية: Cindy Gentry)‏ هي لاعبة رماية أمريكية، ولدت في 14 أكتوبر 1954.

## وصلات خارجية
- سيندي غينتري على موقع أوليمبيديا (الإنجليزية)